# Медицински факултет Свеучилишта у Загребу
Медицински факултет Свеучилишта у Загребу је највећи и најстарији медицински факултет у Хрватској.

## Историја
Први захтјеви за оснивање медицинских студија у Хрватској сежу у 1790. годину. Унаточ свему, први напори за оснивањем медицинског факултета у Хрватској могу се пронаћи тек средином друге половине 19. вијека. Наиме, Хрватски сабор је 13. јануара 1874. прогласио Законски чланак об устројству свеучилишта Фрање Јосипа I у Загребу од 5. јануара 1874, којим су у оквиру Универзитета основана четири факултета: Богословски, Правно-државословни, Мудрословни и Лијечнички факултет.
Свеучилиште је 19. новембра 1874. отворио бан Иван Мажуранић. Прва два споменута факултета већ су била практично уређена као четворогодишње студије, Мудрословни факултет је почео рад уписом студената прве године, док је отварање Лијечничког факултета остављено за касније када се осигурају средства за његово дјеловање. Тако је оснивање првог и дотад јединог медицинског факултета у Хрватској морало сачекати више од 40 година од оснивања модерног Хрватског свеучилишта у Загребу.
На сједници Хрватског сабора 25. јануара 1917. народни заступник Милан Ројц представио је приједлог о оснивању медицинског факултета. Крајем исте године 13. новембра 1917. Хрватски сабор донио је одлуку о оснивању Медицинског факултета те предложио Дворској канцеларији у Бечу три професора-оснивача са задатком да уреде Факултет, поставе декана и брину се за попуњавање катедри. Први професори на факултету тако су постали: др Теодор Викерхаузер, др Мирослав Чачковић и др Драгутин Машек.
Најзначајнији догађај за Медицински факултет у Загребу збио се 17. децембра 1917. када је Земаљска влада, односно Одјељење за богоштовље и наставу одредио сазив прве конференције наставника везана за предавања за први семестар наставе на Медицинском факултету у Загребу. Овај се датум данас слави као Дан Медицинског факултета.
Медицински факултет у Загребу службено је почео с радом 12. јануара 1918. када је др Драго Перовић одржао у аули Свеучилишта прво предавање под насловом О смјеру наставног и знанственог рада у анатомији.
Убрзо је слиједио нагли развој и попуњавање катедара и оснивање клиника на Медицинском факултету: Интерна клиника (1920), Клиника за женске болести и породе (1920), Неуропсихијатријска клиника (1921), Клиника за болести уха, носа и грла (1921), Клиника за дјечје болести (1922), Клиника за кожне и полне болести (1922), Клиника за ортопедију (1922), Клиника за болести уста, зуба и вилице (1922), Завод за рендгенологију и радну терапију (1922).
Како се Медицински факултет развијао и ширио своје дјелатности јавила се тежња за обновом и изградњом нових простора на Шалати. Изградњом новог објекта на Шалати, Медицински факултет је отворио нови простор за службе Деканата, нове предаваонице, студентске просторије, ресторан за студенте, читаоницу, а добар дио књижничког фонда из старе преселио је у нову књижницу. Службено отварање новог објекта збило се на Дан младости 25. маја 1981. године у поводу 40 годишњице устанка народа Југославије када је пред новообновљеном зградом Медицинскога факултета откривена скулптура „Дјевојка с књигом” академског кипара Франа Кршинића симболизирајући стару поруку у новом окружењу свима који долазе на медицину и желе студирати.

## Организација
Медицински факултет Свеучилишта у Загребу као јавно високо училиште устројава и изводи свеучилишне студије, научни и високостручни рад у научном и образовном подручју биомедицине, клиничке медицине и јавног здравства. Организационе јединице факултета су сљедеће:
- Школа народног здравља Андрија Штампар;
- Хрватски институт за истраживање мозга;
- Наставне устројбене јединице (катедре, клинике, клинички заводи, наставне базе);
- Научне организационе јединице (заводи, центри, лабораторије, одсјеци);
- Стручно-административна организационе јединица (регистар);
- Библиотеке (Централна медицинска библиотека, Библиотека Андрија Штампар, придружене библиотеке).

Централна зграда, тј. деканат Медицинског факултета у Загребу налази се на Шалати, гдје су такођер смјештени заводи опћеобразовних и темељних медицинских предмета, те неких претклиничких предмета. Настава клиничких предмета обавља се највећим дијелом у клиникама Клиничког болничког центра Загреб (Шалата, Ребро и Петрова улица), клиникама и заводима клиничких болница Сестре милосрднице, Меркур и Дубрава, те у другим здравственим установама, попут Клинике за инфективне болести, Клинике за плућне болести (Јордановац), клиника Опште болнице Свети Дух, Психијатријске болнице Врапче и др. Настава општемедицинских и јавно-здравствених предмета одржава се у Школи народног здравља Андрија Штампар (Рокфелерова улица) и амбулантама општее медицине.